# Extinct or Alive
Extinct or Alive (traducible al español como 'Extinto o vivo', conocido en Hispanoamérica como El Último de su Especie) es un programa de televisión documental de vida silvestre estadounidense producido para Animal Planet por Hot Snakes Media de la ciudad de Nueva York, Estados Unidos. Está alojado por el conservacionista y personalidad de televisión Forrest Galante, que viaja a diferentes lugares del mundo para aprender sobre animales posiblemente extintos y si existe o no la posibilidad de que aún existan. La serie ha estado involucrada en el posible redescubrimiento de ocho animales, a saber, el leopardo de Zanzíbar, el tiburón Pondicherry, la tortuga de las Islas Galápagos de Fernandina, el langur canoso de Miller, el león del Cabo, el hipopótamo malgache, la tortuga de caparazón blando gigante de Yangtze y el caimán del río Apaporis.

## Elenco
| Elenco Reciente (Temporadas 1 y 2) - Forrest Galante – Anfitrión y jefe de equipo |

## Hallazgos notables de casos
Durante el rodaje del programa en 2018, una cámara trampa captó imágenes aparentes de un leopardo de Zanzíbar en la isla de Unguja. El animal parecía más pequeño que los especímenes del continente, y parecía tener manchas más pequeñas y sólidas que las que se ven normalmente en los leopardos africanos. Se planean más investigaciones para confirmar si se trata de un leopardo de Zanzíbar o no, y si todavía existe una población viable.
Durante el rodaje de un especial de la Semana del Tiburón en la isla de Sri Lanka, la esposa de Forrest, Jessica, descubrió un par de tiburones fallecidos que habían sido asesinados previamente por pescadores. Aunque uno de los tiburones resultó ser un tiburón toro, las pruebas de ADN del segundo espécimen sugirieron que podría ser un tiburón Pondicherry, una especie que no se había visto desde 1979. Aunque algunos expertos regionales confían en que el tiburón encontrado en el episodio es un tiburón Pondicherry, se necesita confirmación molecular adicional antes de que se pueda confirmar la identidad del tiburón.
Mientras filmaba imágenes para la temporada 2 en la remota cadena de las Islas Galápagos en febrero de 2019, el equipo descubrió una sola tortuga hembra Galápagos de la isla Fernandina, presuntamente extinta desde 1906.  Miembros de Turtle Conservancy luego analizaron los hallazgos y dijeron que, a la espera de la confirmación genética, las fotos "casi indudablemente" muestran al animal perdido. La tortuga fue descrita como “en buena salud” pero “con bajo peso” y fue transportada al Centro de Crianza de Tortugas Fausto Llerena en Isla Santa Cruz con el propósito de conservación y pruebas genéticas. Las pruebas de rastreo encontradas en la expedición indicaron que es probable que existan más individuos en la naturaleza, y se estaban planeando nuevas búsquedas para encontrar una tortuga fernandina macho que podría salvar a la especie.
Mientras filmaba imágenes para la temporada 2 en la isla de Borneo en abril y mayo de 2019, el equipo captó cinco imágenes en una cámara trampa con vista a un manantial mineral que mostraba claramente el langur canoso de Miller, presumiblemente extinto desde 2011, tanto de día como de noche.
Mientras filmaba imágenes para la temporada 2 en Zimbabue en 2019, el equipo recolectó muestras de ADN de un león anormalmente grande que había sido visto recientemente en el área. Al analizar el ADN, se descubrió que el macho tenía un 14% de ADN diferente de un león africano típico, lo que sugiere que puede tener una genética remanente de la población de leones del Cabo, que se extinguió en el siglo XIX. El equipo teoriza que, a través de la cría continua, algún día podría volver a traer un león del Cabo puro.
Mientras filmaba imágenes para la temporada 2 en Madagascar en 2019, el equipo, junto con el primatólogo y biólogo Cortni Borgerson, encontró un cráneo y un colmillo no fosilizados que fueron identificados de manera concluyente como pertenecientes a un hipopótamo malgache, un animal que se creía extinto hace 1,000 años. Sin embargo, el cráneo databa de menos de 200 años, lo que confirma que la especie sobrevivió mucho más tarde de lo que se creía anteriormente e incluso pudo haber sobrevivido hasta nuestros días.
Mientras filmaba imágenes para la temporada 2 en el lago Dong Mo en Vietnam en 2019, el equipo, junto con miembros del Asian Turtle Program (ATP), capturó imágenes de una tortuga de caparazón blando gigante de Yangtze, una especie funcionalmente extinta con solo tres individuos sobrevivientes conocidos, que emergen del lago por un breve período. Aunque los esfuerzos para llevar a una hembra sobreviviente de la especie al lago para posiblemente reproducirse con el individuo registrado en el episodio fracasaron debido a su muerte en abril de 2019, el equipo espera que sus hallazgos puedan contribuir a un posible rescate de la especie de la extinción.
Mientras filmaba imágenes para la temporada 2 en Colombia, el equipo capturó y recolectó muestras de ADN confirmadas de múltiples individuos, incluidos juveniles, del caimán del río Apaporis, una subespecie de caimán de anteojos que se creía extinta durante más de 30 años, lo que sugiere que aún puede existir una población reproductora sana en el área. Además del redescubrimiento del animal, la evidencia de ADN recopilada muestra que el caimán del río Apaporis se separó de sus parientes más cercanos hace unos 5 a 7 millones de años, lo que, cuando se combina con varias características morfológicas únicas (patrón amarillo manchado, hocico alargado, etc.) .), sugiere que el animal es en realidad su propia especie separada del caimán en lugar de una subespecie. Forrest Galante está trabajando actualmente en un documento para describir el caimán del río Apaporis como su propia especie única.

## Episodios
| Temporada | Temporada | Episodios | Episodios | Emisión original       | Emisión original        |
| Temporada | Temporada | Episodios | Episodios | Primera emisión        | Última emisión          |
| --------- | --------- | --------- | --------- | ---------------------- | ----------------------- |
|           | 1         | 8         | 8         | 10 de junio de 2018    | 29 de julio de 2018     |
|           | 2         | 10        | 10        | 1 de noviembre de 2019 | 18 de diciembre de 2019 |

### Temporada 1 (2018)
| Historia | Episodio | Título                                 | Fecha de emisión original |
| --- | -------- | -------------------------------------- | ------------------------- |
| 1 | 1        | «El Leopardo de Zanzíbar»              | 10 de junio de 2018       |
| Un experto en vida silvestre explora Zanzíbar en busca del leopardo de Zanzíbar, que se cree que está extinto. |          |                                        |                           |
| 2 | 2        | «Pachylemur: El Gigante de Madagascar» | 17 de junio de 2018       |
| Los restos recientemente descubiertos del Pachylemur de Madagascar contrarrestan el argumento de que estos gigantes lémures peludos rojos que podrían alcanzar el tamaño de los simios modernos se extinguieron hace más de 1000 años.                                                            |          |                                        |                           |
| 3 | 3        | «El lobo blanco de Terranova»          | 24 de junio de 2018       |
| Forrest se asocia con un especialista en Terranova en busca de un depredador que fue declarado extinto en 1930; El dúo se encuentra con un cazador que disparó a lo que se cree que es un lobo y descubren evidencia que sugiere que la especie podría estar viva.                                |          |                                        |                           |
| 4 | 4        | «Lobo negro de Florida»                | 1 de julio de 2018        |
| Forrest recorre a los Everglades de Florida en busca de un depredador que se rumorea que existe desde hace años, la pantera negra. Puede ser un caso de identificación errónea, pero mientras recorre el paisaje incomparable, los descubrimientos sugieren que podría ser más que un rumor.      |          |                                        |                           |
| 5 | 5        | «El Tigre de Java»                     | 8 de julio de 2018        |
| Forrest profundiza en la vibrante isla de Java en Indonesia, en un intento por encontrar el tigre de Java. Este depredador exótico fue declarado extinto en 2003, pero recientemente, los guardaparques y los lugareños han tenido avistamientos y están recolectando evidencia de su existencia. |          |                                        |                           |
| 6 | 6        | «El Tigre de Tasmania»                 | 15 de julio de 2018       |
| Después de numerosos y creíbles relatos de testigos oculares del tigre de Tasmania en Australia, la Universidad James Cook tiene investigadores en movimiento. Forrest se une a su estudio antes de dirigirse a la Península del Cabo York en su segundo intento de encontrar esta especie única. |          |                                        |                           |
| 7 | 7        | «Leopardo Nublado de Formosa»          | 22 de julio de 2018       |
| Declarado extinto solo recientemente, Forrest está rastreando pistas y relatos de testigos que sugieren que el leopardo nublado de Formosa aún podría estar vivo. Se adentra en las selvas de Taiwán, donde un encuentro con un depredador podría resolver un misterio.                           |          |                                        |                           |
| 8 | 8        | «El Dodo del Norte»                    | 29 de julio de 2018       |
| Forrest viaja a las Islas Feroe para buscar cualquier rastro del Alca Gigante. La búsqueda lo lleva a través del terreno más pintoresco y accidentado que haya intentado en su apasionada búsqueda de una gran ave marina no voladora que ha sido olvidada por mucho tiempo.                      |          |                                        |                           |

### Temporada 2 (2019)
| Historia | Episodio | Título                                 | Fecha de emisión original |
| --- | -------- | -------------------------------------- | ------------------------- |
| 9 | 1        | «El gigante de Galápagos»              | 23 de octubre de 2019     |
| Forrest se encuentra en Galápagos buscando la tortuga de la isla Fernandina, un animal que solo se vio una vez, hace más de 100 años. Las pistas están aquí, junto con una abundancia de especies increíblemente únicas, lo que aumenta las esperanzas de un descubrimiento histórico. |          |                                        |                           |
| 10 | 2        | «El mono Drácula de Borneo»            | 30 de octubre de 2019     |
| Forrest regresa a las islas volcánicas de Indonesia para encontrar el langur canoso de Miller también conocido como el Mono Drácula. Cuando los lugareños le informan de un mercado ilegal de mascotas, su búsqueda se convierte rápidamente en una misión de rescate.                 |          |                                        |                           |
| 11 | 3        | «El Legendario León del Cabo»          | 6 de noviembre de 2019    |
| Forrest se aventura a Zimbabue en busca del misterioso León del Cabo, un depredador masivo de crin negro. Él y su equipo recorren por la selva africana decididos a obtener pruebas de ADN, enfrentando amenazas de rinocerontes y enormes leones.                                     |          |                                        |                           |
| 12 | 4        | «La Foca Monje del Caribe»             | 13 de noviembre de 2019   |
| Forrest emprende una peligrosa búsqueda infestada de tiburones por la extinta foca monje del Caribe. Para demostrar su existencia, él y su equipo descienden a aguas profundas, donde se encuentran cara a cara con un tiburón tigre gigante.                                          |          |                                        |                           |
| 13 | 5        | «Hipopótamo Enano de Madagascar»       | 20 de noviembre de 2019   |
| Conocido por ser una versión pequeña de su primo africano, el hipopótamo enano malgache ha sido descartado como extinto durante 1000 años. Forrest y un biólogo local recorren el monte de Madagascar para demostrar que aún sobrevive.                                                |          |                                        |                           |
| 14 | 6        | «La Tortuga Escondida de Vietnam»      | 27 de noviembre de 2019   |
| En Vietnam, Forrest se asocia con un grupo de conservación para salvar de la extinción a las especies de tortugas más grandes del mundo. Utilizando tecnología de punta, intentan encontrar un pretendiente para la última y única tortuga de caparazón suave gigante viva.            |          |                                        |                           |
| 15 | 7        | «Dinosaurio Colombiano»                | 4 de diciembre de 2019    |
| En lo profundo de las selvas de Colombia, Forrest está en una misión para demostrar que el caimán del río Apaporis todavía existe. Los lugareños creen que este cocodrilo reside en una tierra sin ley habitada por guerrilleros, secuestradores y depredadores mortales.              |          |                                        |                           |
| 16 | 8        | «Picamaderos Picomarfil»               | 11 de diciembre de 2019   |
| Forrest está decidido a descubrir si todavía existe el famoso pájaro Picamaderos Picomarfil. Los pantanos infestados de cocodrilos y serpientes venenosas de Louisiana son una misión desafiante, pero está preparado para cualquier cosa.                                             |          |                                        |                           |
| 17 | 9        | «El Unicornio Asiático»                | 18 de diciembre de 2019   |
| En Vietnam, Forrest recorre la cueva más grande del mundo en busca del Saola en un oasis escondido. Esta especie exótica fue descubierta recientemente, pero se rumorea que "El unicornio asiático" ya podría estar extinto.                                                           |          |                                        |                           |
| 18 | 10       | «Lobo de las Montañas Rocosas del Sur» | 18 de diciembre de 2019   |
| El lobo de las Montañas Rocosas del Sur no se ha visto en casi 80 años, pero los recientes ataques de ganado generan la posibilidad de que todavía exista. Caminando hacia las Sierras, Forrest está decidido a sacarlo de su escondite.                                               |          |                                        |                           |

### Especiales
| Título | Fecha de emisión original |
| --- | ------------------------- |
| «El Tiburón Pondicherry» | 31 de julio de 2019       |
| Forrest Galante se dirige a las Maldivas para encontrar el supuestamente extinto tiburón de Pondicherry, una especie rara vista por última vez en la década de 1970. Los tiburones no identificados en el área han llevado a muchos a creer que está vivo y Forrest está decidido a demostrar que no está extinto. Emitida como parte de Shark Week 2019. |                           |